# Tempête tropicale Leslie (2000)
Pour l’article homonyme, voir Cyclone tropical Leslie.
La tempête tropicale Leslie fut le plus coûteux cyclone tropical de la Saison cyclonique 2000 dans l'océan Atlantique nord. Le douzième système tropical à recevoir un nom, Leslie se forma à partir d'un creux barométrique le 4 octobre 2000 à l'est de la Floride. Classée d'abord comme un cyclone subtropical, elle se renforça suffisamment pour être reclassée tempête tropicale le 5 octobre. Elle fut absorbée dans la circulation atmosphérique trois jours plus tard.
Leslie a eu peu d'impacts en tant que tempête tropicale mais son creux précurseur donna de la pluie torrentielle sur la Floride, avec un maximum de 440 millimètres. Des milliers de maisons furent inondées et trois personnes en sont mortes indirectement. Les dommages au sud de l'État ont été de 950 millions $US de 2000, dont la moitié aux cultures. Certaines zones ont été déclarées zones sinistrées et ont reçu l'aide du gouvernement fédéral américain.

## Évolution météorologique
La dépression subtropicale n°1 voit le jour le 4 octobre au large de la Floride, à partir d’un creux barométrique venu du continent nord-américain et qui avait trouvé une alimentation d’air tropical dans l’est du Golfe du Mexique. Ses caractéristiques tropicales étant plus significatives le 5 octobre, elle fut reclassée tempête tropicale et baptisée Leslie. Ce système a atteint son maximum d'intensité le 7 octobre alors qu'il générait des vents de 70 km/h. Par la suite, Leslie a rencontré un fort cisaillement des vents avec l'altitude et a faibli. Leslie se chargea graduellement en cyclone extratropical en s'éloignant des côtes en direction du nord-est sur l’Océan Atlantique. Elle a rejoint un front froid au sud de Terre-Neuve le 7 en soirée.
| 1 |  | 2 |  | A |  | 4 |  | B |  | C |  | D |  | E |  | 9 |  | F |  | G |  | H |  | I |  | J |  | K |  | I |  | L |  | M |  | N |  | 0 |  |

| D | T | 1 | 2 | 3 | 4 | 5 |